# García (España)
García (oficialmente en catalán Garcia) es un municipio de Cataluña, España, perteneciente a la provincia de Tarragona, en la comarca de Ribera de Ebro, situado a la izquierda del río Ebro y en el límite con la de El Priorato.

## Geografía
Integrado en la comarca de Ribera de Ebro, se sitúa a 63 kilómetros de Tarragona. El término municipal está atravesado por la carretera nacional N-420, entre los pK 829 y 831, por la carretera autonómica C-12, que conecta con Ascó y Mora la Nueva, y por una carretera local que se dirige hacia El Molar. 
Por el norte, el relieve es accidentado a la izquierda del río Ebro por la sierra del Tormo (523 metros), que forma la pared oriental del desfiladero del paso del Asno, por el que discurre el río Ebro, en el límite con Ascó y Vinebre. La mayor parte del territorio está situado en la cubeta de Mora, a ambos lados del Ebro, en su confluencia con el río de Siurana. El territorio está surcado por varios barrancos que tributan directamente al Ebro. La altitud oscila entre los 523 metros (pico Tormo) y los 30 metros a orillas del Ebro. El pueblo se alza a 74 metros sobre el nivel del mar. 
| Noroeste: Vinebre      | Norte: Vinebre y Torre del Español        | Noreste: El Molar     |
| Oeste: Ascó            |                                           | Este: Molá y Guiamets |
| Suroeste: Mora de Ebro | Sur: Mora de Ebro, Mora la Nueva y Tivisa | Sureste: Masroig      |

## Historia

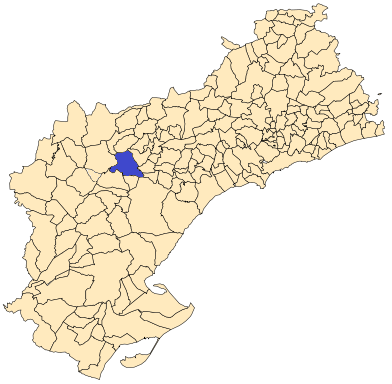
Situación de García en la provincia de Tarragona.

Gracias a su buena situación geográfica, García fue uno de los primeros pueblos Iberos, luego se convirtió en villa romana.
Ocupada por los sarracenos, fue conquistada por Ramón Berenguer IV, que le dio el nombre de "Marquesado de Siurana".
El rey Jaime II cede este territorio, junto a otros a su hijo, y quedan bajo dominación del "comtat de Prades". El condado de Prades pasó más tarde a la Casa Ducal de Cardona, que quedó como señora de esas tierras. En el año 1565, los duques de Cardona reedificaron el pueblo encima de la montaña para poder defenderse mejor. Actualmente el pueblo se encuentra allí.
Durante la Guerra de Independencia Española, en el año 1810, el pueblo fue ocupado por las tropas del general Suchet.
En 1892 se construye un puente de hierro para la línea del ferrocarril de Madrid a Barcelona,no construyéndose la estación de García hasta 1922, pero quedando está en la margen derecha del río.
La guerra civil española de 1936-39 afectó mucho al municipio. A causa de la proximidad con el campo de batalla la bombardearon destruyendo toda la parte alta del pueblo, incluida la iglesia, que ya nunca fue reconstruida ni tampoco demolida.
Batalla del Ebro
Al comienzo de la batalla del Ebro, el despliegue republicano en García era el de la 35 División Internacional al mando del Mayor Pedro Mateo Merino, (Brigadas Mixtas XV,XI y XIII) a la que competía el sector Ascó/ García. En la madrugada del 25 de julio de 1938, según el Diario de Operaciones del Cuerpo de Ejército Marroquí que controlaba la margen derecha del río, en un punto próximo a García el Ejército del Ebro (republicano) cruzó el Ebro, refiriendo solo que lo hizo unos  dos km y medio aguas abajo de Ascó. El siguiente paso se hizo por Miravet.Al amanecer la población de Ascó había sido conquistada sin especial resistencia.
El despliegue nacional al comienzo de la Batalla del Ebro en la margen del río contraria a García correspondía al 17 Batallón de Mérida y en reserva de este el 12 Batallón Bailen en la Venta de Camposines.
El puente  de García sobre el Ebro, de la línea de tren de Madrid- Barcelona fue volado a principios de abril con motivo de la llegada de los nacionales al río, pero aprovechando sus bases fue reparado y puesto en funcionamiento el 9 o 10 de septiembre. Aun sería bombardeado por la aviación nacional el 8 de noviembre y por baterías emplazadas en la sierra de la Fatarella, siendo reparado en horas por los pontoneros republicanos. Por testimonios de combatientes republicanos tratando de su retirada apuntan las 6 horas del día 11 de noviembre como el momento de ser volado dicho puente.¿Pero por quién,por los republicanos que se retiraban, o por los nacionales que les hostigaban?. Fuentes  nacionales aluden al día 9 cuando García fue dominado proviniendo de Mora del Ebro que ya se había tomado. 
Las fechas son confusas, ya que sí García es tomada el día 9 de noviembre  no tiene sentido que fuerzas republicanas volaran el puente el día 11 para cubrir su retirada, o que lo volaran los nacionales, si ya estaban en la margen izquierda.  En todo caso parece que  si los nacionales alcanzaron el Ebro el 4 de noviembre frente a Benifallet, no lo cruzaron hasta la toma de García,pudiendo afirmarse que es por su puente del ferrocarril por donde los nacionales alcanzan la orilla izquierda por primera vez durante la Batalla del Ebro y una semana antes de concluir el 16/17 de noviembre con la caída de Ribarroja y Félix en la margen derecha.
En la considerada primera novela sobre la Guerra Civil, de Benítez De Castro, "Se ha ocupado el Km 6", 2.ª edición, Editorial Juventud,y que trata en exclusiva de la Batalla del Ebro desde las filas nacionales, en el CAP.XIX, pág.199, se menciona por primera y única vez a García, cuando refiere: "Y encerraremos en La Bolsa a los de la Venta de Camposines, la Fatarella y García, que no tendrán más remedio que entregarse o morir"
Tras la Guerra  la cuarta Compañía del Batallón de Trabajadores 177 con Plana Mayor en Vilafranca del Penedés según consta en la estadística de trabajos de dichos batallones en Cataluña en abril y mayo de 1940 se encuentra destacada en  García, dependiente del Servicio Militar de Puentes y Caminos de la 4.ª Región Militar, "para la retirada del puente sobre el río Ebro ". Según datos de los fondos del Archivo Intermedio Militar Pirenaico[c10739], dicha  Cía. la componían al mando de un teniente, 1 sargento, 4 cabos,,16 soldados y 287 trabajadores.La Compañía llegó a García el 13 de abril, y estuvo hasta el 21 de mayo que por ferrocarril partió para Torroella de Montgrí a reunirse con el resto de su Bon. allí destacado para otras obras.
[coronel Ricardo Izquierdo]

## Geografía humana

### Demografía
Cuenta con una población de 543 habitantes (INE 2024).
| Gráfica de evolución demográfica de García entre 1842 y 2021 |
| |
| Población de derecho según los censos de población del INE Población de hecho según los censos de población del INEEntre el censo de 1857 y el anterior, disminuye el término del municipio porque independiza a 43082 (Masroig) |

| 1900 | 1930 | 1950 | 1970 | 1981 | 1986 | 2001 | 2008 | 2019 |
| ---- | ---- | ---- | ---- | ---- | ---- | ---- | ---- | ---- |
| 1658 | 1263 | 963  | 742  | 638  | 604  | 515  | 606  | 527  |

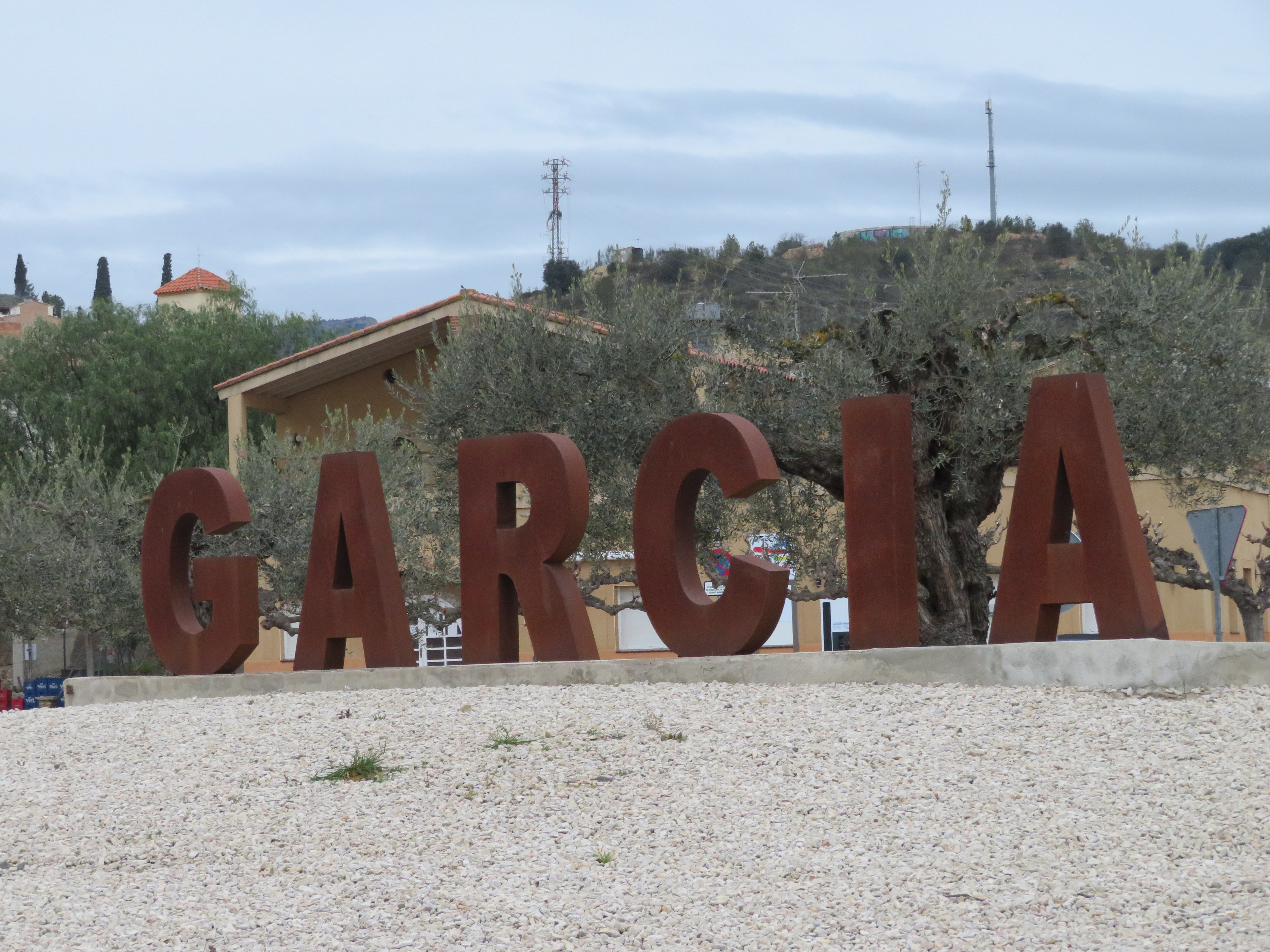
Municipio de García

En los últimos cien años García ha perdido más de la mitad de la población (en 1900 habitaban 1658 personas en García mientras que en el censo del año 2019 solo 527), y actualmente este problema crece a causa de la emigración de la población activa a otros núcleos urbanos mayores para conseguir trabajo.

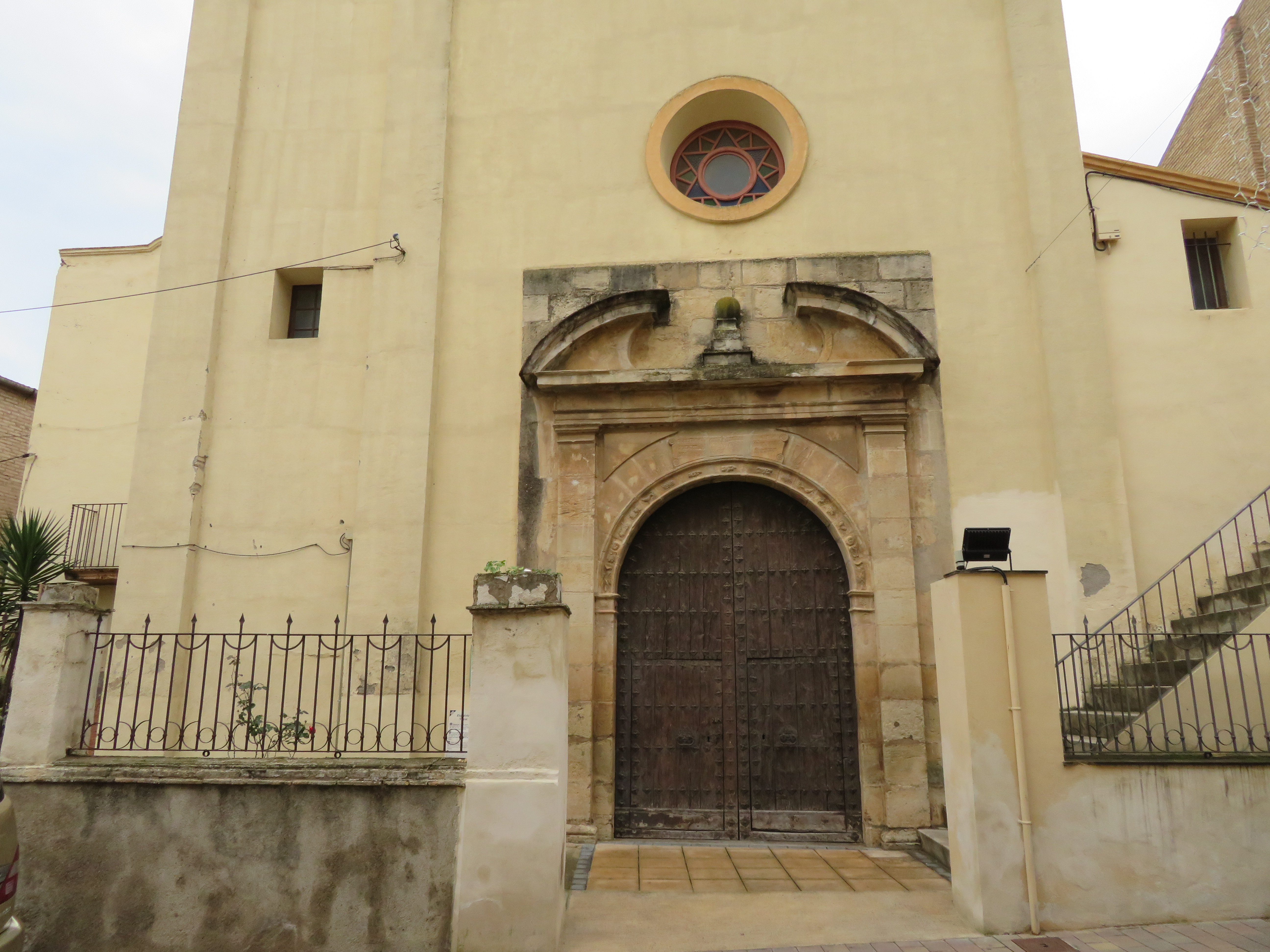
Iglesia de La Natividad de María, parroquia de la población de García

Hasta el año 1850 El Molar (pueblo cercano a García), era un agregado de García.

### Economía
La agricultura ha sido desde siempre la actividad económica de la población. En regadío se cultiva árboles frutales y la huerta, mientras que en secano encontramos mayoritariamente viña y oliveras. El vino se elabora en la "Cooperativa Agrícola de Garcia" y se comercializa con denominación de origen.

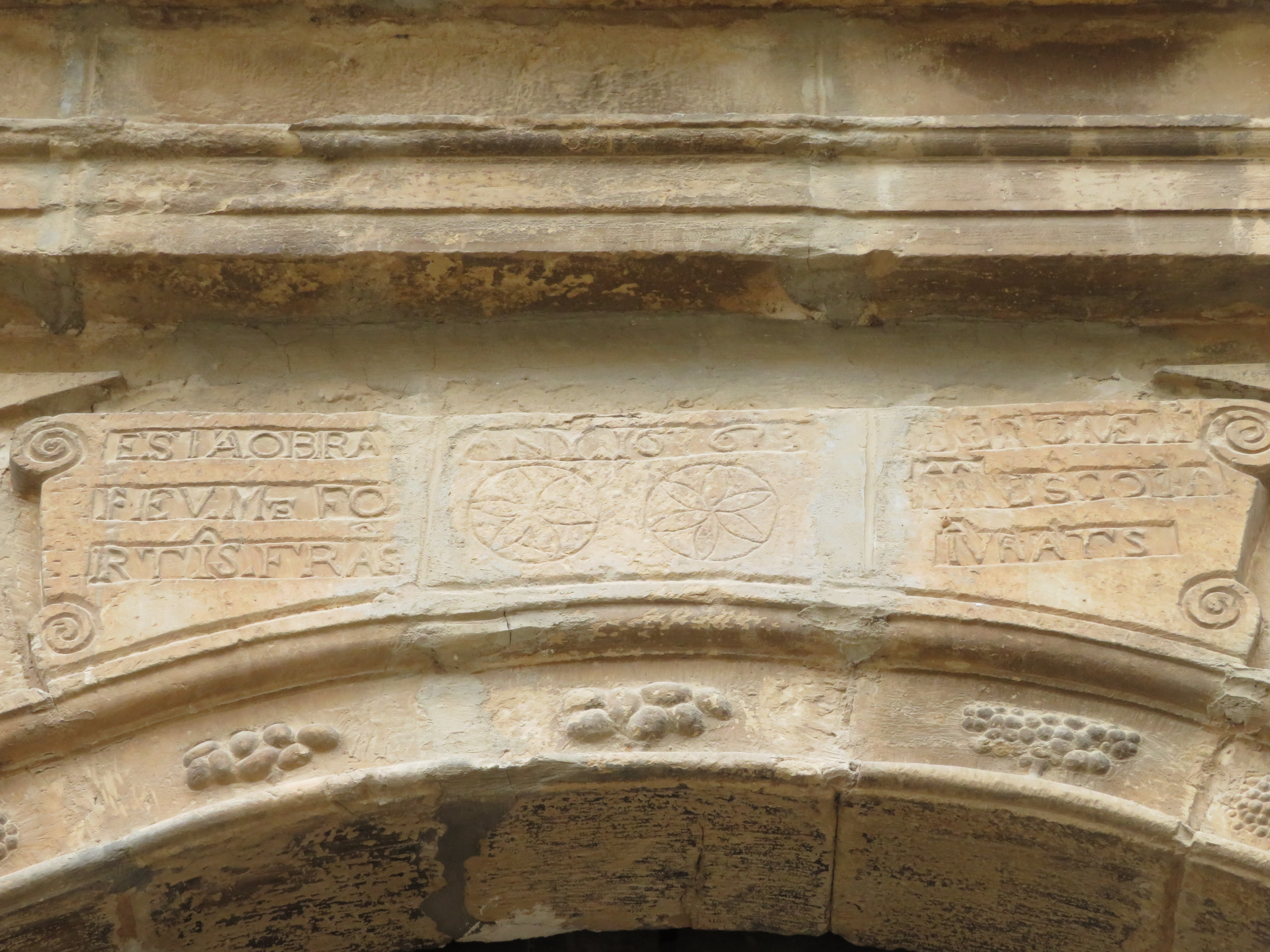
Portada de la iglesia de La Natividad de María en la población de García